# Hato (Curaçao)
Hato is een buurt en een streek in Curaçao. De buurt is vooral bekend door het vliegveld dat er is gelegen, tegenwoordig Hato Airport geheten, vroeger Dr. Albert Plesman Airport.
De benaming Hato wordt ook wel als een wat breder duiding gebruikt voor de streek waarin de buurtschap is gelegen en als korte naam voor het vliegveld.
De buurt bestaat uit ongeveer 15 woningen, waaronder een klein flatgebouw, een hotel en heeft verschillende autoverhuurbedrijven.
In deze buurt vindt men de Grotten van Hato, een van de toeristische trekpleisters van Curaçao. De grotten zouden al rond het jaar 500 bewoond zijn geweest door de Arawakindianen, de oorspronkelijke bevolking van Curaçao. In de slaventijd werden de grotten gebruikt door gevluchte slaven.
Op 7 augustus 1750 brak een opstand uit op de WIC-plantage Hato. Er vielen 60 slachtoffers, waarvan één Europeaan.